# Timothy Keller
Timothy Keller, zvaný také Tim Keller (23. září 1950 – 19. května 2023) byl známý evangelikální pastor Presbyterian Church of America v USA, řečník a spisovatel.
Narodil se a vyrostl v Pensylvánii, magisterská studia teologie absolvoval na Gordon-Conwell Seminary v Bostonu a dva doktoráty získal na Westminster Theological Seminary ve Filadelfii. Byl ordinován pastorem a později se také stal profesorem na své alma mater. Roku 1989 se přestěhoval s rodinou do New Yorku, kde na Manhattanu založil misijní sbor a návazné sociální služby, rozvíjel též různé druhy a způsoby evangelizace.

## Dílo vyšlé v českém překladu
- Kristův kříž
- Naděje navzdory
- Smysl manželství
- Tajemství Vánoc
- Evangelium pro všední den
- Modlitba
- Dává Bůh smysl?
- Proč Bůh?
- Marnotratný Bůh

Ve slovenštině je k dispozici Kellerova kniha o kázání.
V roce 2008 byla jeho kniha Proč Bůh: Rozumové důvody pro víru v Boha ve věku skepticismu vyhlášena časopisem World Magazine knihou roku. Některé jeho knihy vyšly česky péčí nakladatelství Biblion a Triton.